# Hanzei
Hanzei (反正天皇 Hanzei-tennō), også omtalt som Kejser Hanshō, var den 18. kejser af Japan, efter den traditionelle liste over kejsere.
Der findes ingen pålidelig datering omkring denne kejsers liv og regeringstid, men i følge japansk tradition regerede han fra år 406 til 410. Man kan også se hans dødsår angivet som 411 eller 412, og det understreger blot den generelle usikkerhed omkring dateringen af periodens japanske kejsere.

## Overleveret levnedsbeskrivelse
Det menes, at Hanzei regerede landet i begyndelsen af det 5. århundrede, men der savnes konkret viden om ham, og der er ikke fundet kildemateriale, som kan kaste yderligere lys over hans regeringstid.
De fleste historikere er enige om, at Hanzei i sin regeringstid ikke blev tituleret som tennō, fordi denne titel først blev anvendt om kejser Tenmu og kejserinde Jitō. I stedet blev han formentlig tituleret Sumeramikoto eller Amenoshita Shiroshimesu Ōkimi (治天下大王), der betyder "den store konge, som regerer over alle under himlen." Et alternativt bud går på, at Hanzei blev omtalt som "Storkongen af Yamato."(ヤマト大王/大君).
I følge beretningerne i Nihonshoki og Kojiki, var Hanzei bror til sin forgænger, kejser Richū. Han beskrives som en meget høj mand (over 2,70 m), med meget store, ensartede tænder. Martin skriver, at på den baggrund kan det vel ikke undre, at hans regeringstid omtales som en rolig periode.
Kejser Hanzei døde ifølge beretningerne fredeligt i sit palads. Man ved ikke, hvor han blev begravet, men man ærer ham i Osaka-præfekturet. Det kejserlige hofmarskallat betegner Tadeiyama kofunen (田出井山古墳) i Sakai som Hanzeis officielle mausoleum. Det omtales som Mozu no mimihara no kita no misasagi (百舌鳥耳原北陵). Hanzei blev efterfulgt af sin yngre bror, kejser Ingyō.

## Ægtefæller og børn
1. hustru: Tsunohime (津野媛), datter af Ooyake no omi Kogoto (大宅臣木事)
- Prinsesse Kaihime (香火姫皇女)
- Prinsesse Tuburahime (円皇女)

2. hustru: Otohime (弟媛), lillesøster til Tsunohime
- Prinsesse Takarahime (財皇女)
- Prins Takabe (高部皇子)